# Budiwelnyk Dnieprodzierżyńsk
Budiwelnyk Dnieprodzierżyńsk (ukr. Футбольний клуб «Будівельник» Дніпродзержинськ, Futbolnyj Kłub „Budiwelnyk” Dniprodzerżynśk) – ukraiński klub piłkarski z siedzibą w Dnieprodzierżyńsku w obwodzie dniepropietrowskim.

## Historia
Chronologia nazw:
- 1933—???: Budiwelnyk Dnieprodzierżyńsk (ukr. «Будівельник» Дніпродзержинськ)
- ???—...: Dzerżynśkstroj Dnieprodzierżyńsk (ukr. «Дзержинськстpой» Дніпродзержинськ)

Piłkarska drużyna Budiwelnyk lub Stroitiel (ros. «Строитель» Днепродзержинск) została założona w mieście Dnieprodzierżyńsku w 1933 roku i reprezentowała Zakład Remontów Budowlanych „Dzierżyńskstroj”.
W 1938 zespół startował w rozgrywkach Pucharu ZSRR.
Występował tylko w rozgrywkach lokalnych.
Następcą „Budiwelnyka” można przyjąć zespół trustu „Dzerżynśkstroj”, który nazywał się Dzerżynśkstroj Dnieprodzierżyńsk i występował w rozgrywkach lokalnych. Najwyższy sukces – 3. miejsce w mistrzostwach miasta Dnieprodzierżyńsk w 1985.

## Inne
- Burewisnyk Dnieprodzierżyńsk
- Prometej Dnieprodzierżyńsk
- SK Prometej Dnieprodzierżyńsk
- Stal Kamieńskie